# Зеттен (Нідерланди)
Зеттен (нід. Zetten) — село в нідерландській провінції Гелдерланд. Входить до муніципалітету Овербетюве.